# Ганчо Ганчев (писател и журналист)
Ганчо Марков Ганчев е български писател хуморист, издател и журналист. Публикува и под псевдонима „Любов Френска“. Създател, главен редактор и издател е на в. „Независимост” – първият независим вестник в България след 10 ноември 1989 г., съществувал до 1990 г.  

## Биография
Роден е на 5 януари 1962 г. в София. Син е на писателя Марко Ганчев. Той е създател,  главен редактор и издател на първия свободен вестник след 10 ноември 1989 г. – „Независимост”. През 90-те години е журналист в различни вестници: „Демокрация”, „Подкрепа”, „Столица” и др. От 2003 г. работи като експерт в Националната библиотека „Св. св. Кирил и Методий” в София.
Сценарист е на сатиричното телевизионно предаване „Клуб НЛО”. Автор е на многобройни вицове, скечове, стихове и пародии, както и на няколко комедии. Може би най-популярни са стиховете му под псевдонима Любов Френска. Друг псевдоним, под който публикува пародийни и сатирични стихове във в. „Стършел”, е П. Р. Даскалов (Пиар Даскалов). 
Издал е книгите „Любов Френска – Вдигай!” (1999),  „Моите Аполонии – мемоарите на един хипар” (2014), „Ганчо Ганчев и Любов Френска – Избрано” (2017), „Пиар Даскалов – Лъскай!” (2021).  

## Любов Френска
Под псевдонима „Любов Френска“ Ганчев публикува сатирични стихове в края на 90-те години на XX век и в началото на новото хилядолетие. Под формата на еротични стихове, излизащи изпод перото на измислената „поетеса” Любов Френска, авторът осмива конкретни събития и герои на деня.
Първото стихотворение под този псевдоним Ганчо Ганчев публикува през 1998 г. във вестник „Нощен Труд“, където списва седмичната хумористична страница. Стихотворението със заглавие „М-ММ !“ е „вдъхновено“ от любовната драма между Бил Клинтън и Моника Люински:
| „                                                                                     | Копнея за любов МОРАЛНА! Копнея за любов М-ММ!-ОРАЛНА! | “ |
| Нощен Труд, VII, № 20 (1421), 30-31.01.1998, с. 18. Вдигай. София, Труд, 1999, с. 21. |                                                        |   |

Особена популярност стиховете на Любов Френска добиват чрез хумористичното телевизионно предаване „Клуб НЛО“, излъчвано по Канал 1 на БНТ. Ролята на Любов Френска се изпълнява от актрисата Мария Сапунджиева. Чрез телевизионния екран героинята на Ганчо Ганчев се превръща в една от най-известните мистификации в българската литература, наред с „На Острова на блажените“ на Пенчо Славейков и сатиричната поезия на Трендафил Акациев. 
Освен в „Нощен Труд“, през годините стиховете на Любов Френска се публикуват и във вестниците „24 часа“ и „Уикенд“. Стихотворенията, писани между 1998 и 1999 г., са издадени от Книгоиздателска къща „Труд“ под заглавието „Вдигай“ (1999). Книгата е богато илюстрирана от майстора на шаржа Иван Кутузов. Всички стихове на Любов Френска са събрани в книгата „Ганчо Ганчев и Любов Френска – Избрано“ (2017). 
Стиховете на Любов Френска се отличават с нерядко парадоксални рими, което заедно със споменаването на конкретни имена и събития им придава неповторима каламбурност. Еротиката в тях е само похват, като авторът понякога „ходи по ръба на бръснача“, но никога не го прекрачва. Макар на пръв поглед да са злободневни, стиховете под псевдонима „Любов Френска“ успяват да направят обобщения за българския живот и нрави, които са валидни и днес. В книгата „Избрано“ Ганчо Ганчев казва: „Първите стихове на Любов Френска са от края на миналия век. За съжаление повечето от тях не са остарели...“. Немалко от стихотворенията илюстрират верността на тези думи:
| „ | ШЕНГЕН Мечтата ни за дълъг път залезе – в Шенген не може вече да се влезе! Любими, знаеш ли къде се влиза и без да е необходима виза? Недей на чужди порти чука, чука – ела при мен – опитай тука! Ела да слеем с тебе ген със ген – напук на Маастрихт и на Шенген! | “ |
| Нощен Труд, VII, № 147 (1548),31.07-1.08.1998, с. 18. Вдигай. София, Труд, 1999, с. 12. Непредизвикано - антология библиотечно творчество. София, НБКМ, 2016, с. 36. | |   |

| „ | ВДИГАЙ! Любими, чу ли днеска новината – на тока ще се вдига пак цената! На парното калорията гига – и тя се вдига – да! – и тя се вдига! Любими, вземай пример от Шиляшки – нагоре вдигай всичко ти юнашки! Нагоре вдигай като шеф на НЕК-а и нека сме щастливи! Нека! | “ |
| Нощен Труд, VII, № 152 (1553),7-8.08.1998, с. 18. Вдигай. София, Труд, 1999, с. 6. Антология на българската епиграма. София, Чернат, 2003, с. 236. Непредизвикано - антология библиотечно творчество. София, НБКМ, 2016, с. 35. | |   |